# NGC 5583
NGC 5583 ist eine 13,5 mag helle Galaxie vom Hubble-Typ S? im Sternbild Bärenhüter.
Sie wurde am 4. Juni 1886 von Lewis A. Swift entdeckt.